# Lorentzkraft
Lorentzkraften er i fysikken den kraft, som påvirker en elektrisk ladet partikel i et elektromagnetisk felt. Partiklen vil blive påvirket en kraft på grund af det elektriske felt qE og det magnetiske felt qv × B. Kombineret giver det formlen for Lorentzkraft:
{\displaystyle \mathbf {F} =q(\mathbf {E} +\mathbf {v} \times \mathbf {B} ),}
hvor
F er kraft (i newton)
E er det elektriske felt (i volt pr. meter)
B er det magnetiske felt (i weber pr. kvadratmeter eller ækvivalent tesla)
q er den elektriske ladning af partiklen (i coulomb)
v er den øjeblikkelige hastighed af partiklen (i meter pr. sekund)
og × er krydsproduktet.
Derfor vil en positiv ladet partikel blive accelereret i lineær retning som E feltet men vil danne en perpendikulær kurve til B, i henhold til højrehåndsreglen.

## Alternativ udledning
Ækvivalent kan formlen for Lorentzkraft udtrykkes i forbindelse med den elektriske ladningstæthed ρ og strømmens tæthed J som
{\displaystyle \mathbf {F} =\int _{V}(\rho \mathbf {E} +\mathbf {J} \times \mathbf {B} )\cdot dV}

## Laplaces lov
Hvis vi anbringer en elektrisk leder med en elektrisk strøm gennem sig i et magnetfelt, vil lederen blive påvirket af en kraft. Hvis strømmen går den ene vej, vil lederen blive påvirket med en opadgående kraft og ifølge Newtons tredje lov om aktion = reaktion, vil magneten blive påvirket af en nedadgående kraft af samme størrelse.
En vægt er i virkeligheden en kraftmåler, men hvis en masse kun bliver påvirket af konstant gravitation (her jordens), kan man tillade sig at lave en fast skala, som viser massen i kg som funktion af den placerede masse. I det efterfølgende er vi interesseret i at anvende vægten som en kraftmåler. En aflæst massestørrelse kan omregnes til kraft i newton via Newtons anden lov F=m*a, hvor a er accelerationen der her er g (den nedadrettede tyngdeacceleration), m er massen i kg, F er i newton=N.
Hvis magneten stilles på en vægt, vil der kunne måles en kraftforøgelse, når strømmen løber "den rette vej". Hvis strømmen vendes, vil der kunne måles en kraftminskelse.
Ved forsøg kan det vises, at kraften F er ligefrem proportional med størrelserne B, I og L.
- B er magnetfeltets størrelse; magnetisk fluxtæthed og måles i tesla. [B]=N/(A*m) = T.
- I er strømmens styrke og måles i ampere.
- L er lederens længde i magnetfeltet og måles i meter.

Dvs. formlen er F = BIL.
Hvis vi regner videre på dette, kan det ses, at B da må være lig F/(IL).
Ved forsøg skal lederen anbringes sådan, at den står vinkelret på de magnetiske feltlinier. Hvilken retning kraften F går, kan da findes ved hjælp af lillefingerreglen: Højre hånd lægges med fingrene i strømmens retning med magnetfeltet pegende ind i håndfladen. Kraftens retning er da til lillefingerens side.
Hvis lederen og magnetfeltet ikke står vinkelret på hinanden, vil kraften være mindre end ved formelen F = BIL. Derfor gælder det faktisk, at F = I*L*B*sin(θ), hvor θ er vinkelen mellem lederen og magnetfeltet. Fra matematikken ved vi, at den maksimale funktionsværdi for en sinusfunktion er 1 og denne findes ved f.eks. sin(90).

## Anvendelse
Lorentzkraften udnyttes i mange apparater, blandt andet:
- Elektrodynamiske højttalere
- Hurtigtvirkende justering og fokusering af laserens laserstråle i f.eks. cd-rom- og dvd-drev.
- Cyklotroner og andre partikelacceleratorer
- Homopolar generatorer
- Magnetroner
- Massespektrometre
- Railguns
- Elektriske generatorer
- Elektromotorer
- Maglev